# 我らの大いなる幸福の道を、さあ歩もう
我らの大いなる幸福の道を、さあ歩もう（Caminemos pisando las sendas de nuestra inmensa felicidad）は、赤道ギニアの国歌。アタナシオ・ンドンゴ・ミヨネによって作詞、ラミロ・サンチェス・ロペスによって作曲され、赤道ギニア独立の1968年10月12日に国歌に制定された。